# Frances McDormand

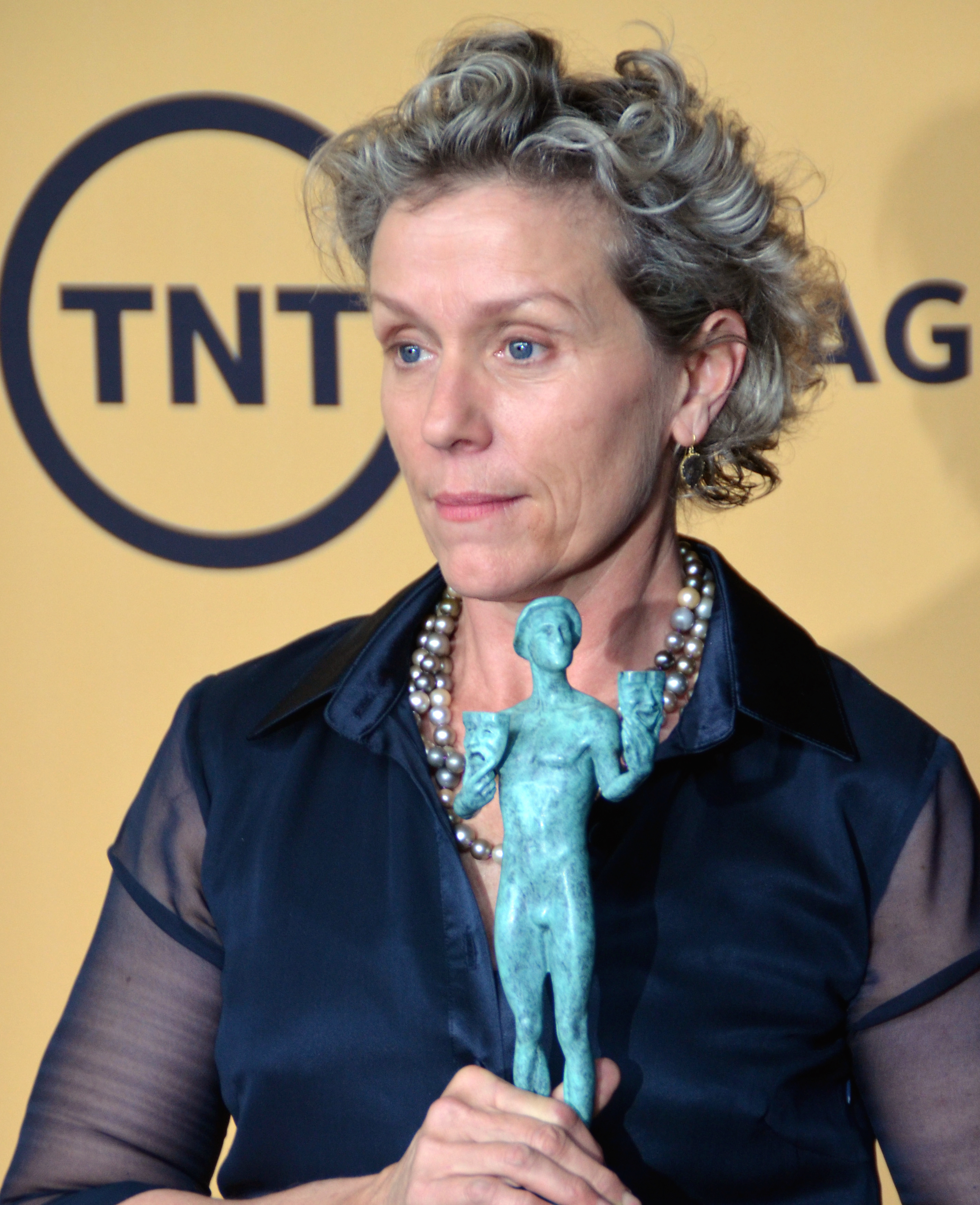
Frances McDormand mit dem Preis der Screen Actors Guild (2015)

Frances Louise McDormand (* 23. Juni 1957 in Chicago, Illinois als Cynthia Ann Smith) ist eine US-amerikanische Schauspielerin. McDormand gehört (Stand 2022) zu den sieben Schauspielern, die drei oder mehr Oscars erhalten haben, und zählt zu den renommiertesten amerikanischen Darstellerinnen der Gegenwart. Sie wurde vor allem durch ihre Mitwirkung an amerikanischen Independent- und Autorenfilmen bekannt. 
McDormand wurde dreimal mit dem Oscar als beste Hauptdarstellerin ausgezeichnet: 1997 für Fargo, 2018 für Three Billboards Outside Ebbing, Missouri und 2021 für Nomadland. Als Produzentin von Nomadland erhielt sie zusätzlich den Oscar in der Kategorie Bester Film. Des Weiteren wurde sie mit zwei Golden Globe Awards, zwei Emmy Awards, dem Tony Award und vier Screen Actors Guild Awards geehrt. Sie ist seit 1984 mit dem Regisseur Joel Coen verheiratet und spielte in vielen seiner Filme mit, die er gemeinsam mit seinem Bruder Ethan drehte.

## Leben
Frances McDormand ist ein Adoptivkind und wuchs mit weiteren Adoptivgeschwistern in einer frommen Familie auf, die der Christian Church (Disciples of Christ) angehörte. Sie schloss ihre Ausbildung mit dem Master of Fine Arts an der Yale School of Drama ab.
Gleich mit ihrem ersten Film Blood Simple (1984), dem ersten Film der Coen-Brüder, gelang ihr in der Rolle der untreuen Ehefrau der Durchbruch. Danach spielte sie in Arizona Junior (Raising Arizona, 1987) eine etwas abgedrehte Nachbarin, in Miller’s Crossing (1990) die Sekretärin des Bürgermeisters, und in Barton Fink (1991) hatte sie eine Cameo-Rolle als Theaterschauspielerin. Auch ihren bisher größten Erfolg hatte sie mit einem Film der Coen-Brüder. In Fargo (1996) spielte sie die hochschwangere Polizistin Marge Gunderson, die in einem verschneiten amerikanischen Provinznest drei Morde aufklären soll. Für ihre schauspielerische Leistung gewann sie zahlreiche Auszeichnungen, unter anderem den Oscar als beste Hauptdarstellerin. In Filmen der Brüder folgten noch die Rollen der lieblosen Ehefrau als Hauptfigur in The Man Who Wasn’t There (2001), als die von Schönheitsoperationen träumende Fitness-Studio-Angestellte in Burn After Reading (2008), für die sie eine Golden-Globe-Nominierung erhielt, und als Filmeditorin in Hail, Caesar! (2016).
Daneben zeigte sich McDormand auch in Filmen anderer Regisseure als erfolgreiche Darstellerin, so z. B. in Sam Raimis Die Killer-Akademie (Crimewave, 1985) und Darkman (1990). Sie erhielt weitere Oscar-Nominierungen als eingeschüchterte Ehefrau eines Polizisten und Ku-Klux-Klan-Mitgliedes in Mississippi Burning (1988) von Alan Parker sowie als besorgte Mutter in Cameron Crowes Almost Famous (2000). Sie war Teil des gefeierten Ensembles in Robert Altmans Film Short Cuts (1993) und spielte als Psychologin in dem Gerichtsthriller Zwielicht (Primal Fear, 1996) sowie als heimliche Geliebte und Vorgesetzte eines Collegeprofessors in Die WonderBoys (Wonder Boys, 2000) von Curtis Hanson und als Familienoberhaupt in Laurel Canyon (2003) mit.
McDormand und Joel Coen leben in New York City; sie adoptierten 1994 ein Kind aus Paraguay.

## Filmografie (Auswahl)
- 1984: Blood Simple – Eine mörderische Nacht (Blood Simple)
- 1984: Hunter (Fernsehserie, Folge 1x10: Der Fanatiker)
- 1985: Tödliche Schlagzeilen (Scandal Sheet, Fernsehfilm)
- 1985: Die Killer-Akademie (Crimewave)
- 1986: Spenser (Spenser: For Hire, Fernsehserie, 1 Folge)
- 1986: Justice – Die letzte Instanz bin ich (Vengeance: The Story of Tony Cimo, Fernsehfilm)
- 1987: Arizona Junior (Raising Arizona)
- 1988: Mississippi Burning – Die Wurzel des Hasses (Mississippi Burning)
- 1989: Chattahoochee
- 1990: Geheimprotokoll – Hidden Agenda (Hidden Agenda)
- 1990: Darkman
- 1990: Miller’s Crossing
- 1991: Barton Fink (Stimme)
- 1991: Der Mann ihrer Träume (The Butcher’s Wife)
- 1992: Ein verrückter Leichenschmaus (Passed Away)
- 1992: Verrückt vor Liebe (Crazy in Love, Fernsehfilm)
- 1993: Short Cuts
- 1994: Bleeding Hearts
- 1995: Einmal Cowboy, immer ein Cowboy (The Good Old Boys, Fernsehfilm)
- 1995: Talking with (Fernsehfilm)
- 1995: Rangoon (Beyond Rangoon)
- 1995: Palookaville
- 1996: Plain Pleasures
- 1996: Fargo
- 1996: Zwielicht (Primal Fear)
- 1996: Lone Star
- 1996: Zwischen den Welten (Hidden in America, Fernsehfilm)
- 1997: Paradise Road
- 1998: Skidmarks – Blutspuren (Johnny Skidmarks)
- 1998: Madeline
- 1998: Talk of Angels
- 2000: Die WonderBoys (Wonder Boys)
- 2000: Almost Famous – Fast berühmt (Almost Famous)
- 2001: The Man Who Wasn’t There
- 2001: Upheaval (Kurzfilm)
- 2002: Laurel Canyon
- 2002: City by the Sea
- 2003: Was das Herz begehrt (Something’s Gotta Give)
- 2004: Last Night (Kurzfilm)
- 2005: Precinct Hollywood (Fernsehfilm)
- 2005: Kaltes Land (North Country)
- 2005: Æon Flux
- 2006: Freunde mit Geld (Friends with Money)
- 2008: Miss Pettigrews großer Tag (Miss Pettigrew Lives for a Day)
- 2008: Burn After Reading – Wer verbrennt sich hier die Finger? (Burn After Reading)
- 2011: Transformers 3 (Transformers: Dark of the Moon)
- 2011: Cheyenne – This Must Be the Place (This Must Be the Place)
- 2012: Moonrise Kingdom
- 2012: Promised Land
- 2014: Olive Kitteridge (Miniserie)
- 2015: Arlo & Spot (The Good Dinosaur – Stimme von Momma Ida)
- 2016: Hail, Caesar!
- 2017: Three Billboards Outside Ebbing, Missouri
- 2018: Isle of Dogs – Ataris Reise (Isle of Dogs, Stimme)
- seit 2019: Good Omens (Stimme)
- 2020: Nomadland
- 2021: The French Dispatch
- 2021: Macbeth (The Tragedy of Macbeth)
- 2022: Die Aussprache (Women Talking)

## Auszeichnungen (Auswahl)
Oscars
- 1989: Nominierung als Beste Nebendarstellerin für Mississippi Burning – Die Wurzel des Hasses
- 1997: Auszeichnung als Beste Hauptdarstellerin für Fargo
- 2001: Nominierung als Beste Nebendarstellerin für Almost Famous – Fast berühmt
- 2006: Nominierung als Beste Nebendarstellerin für Kaltes Land
- 2018: Auszeichnung als Beste Hauptdarstellerin für Three Billboards Outside Ebbing, Missouri
- 2021: Auszeichnung für den Besten Film für Nomadland
- 2021: Auszeichnung als Beste Hauptdarstellerin für Nomadland
- 2023: Nominierung für den Besten Film für Die Aussprache

Golden Globe Awards
- 1993: Auszeichnung für das Beste Schauspielensemble für Short Cuts
- 1997: Nominierung als Beste Hauptdarstellerin – Komödie oder Musical für Fargo
- 2001: Nominierung als Beste Nebendarstellerin für Almost Famous – Fast berühmt
- 2006: Nominierung als Beste Nebendarstellerin für Kaltes Land
- 2009: Nominierung als Beste Hauptdarstellerin – Komödie oder Musical für Burn After Reading – Wer verbrennt sich hier die Finger?
- 2015: Nominierung als Beste Hauptdarstellerin – Mini-Serie oder TV-Film für Olive Kitteridge
- 2018: Auszeichnung als Beste Hauptdarstellerin – Drama für Three Billboards Outside Ebbing, Missouri
- 2021: Nominierung als Beste Hauptdarstellerin – Drama für Nomadland

Gotham Award
- 2021: Nominierung als Beste Darstellerin für Nomadland[1]

British Academy Film Awards
- 1997: Nominierung als Beste Hauptdarstellerin für Fargo
- 2001: Nominierung als Beste Nebendarstellerin für Almost Famous – Fast berühmt
- 2006: Nominierung als Beste Nebendarstellerin für Kaltes Land
- 2018: Auszeichnung als Beste Hauptdarstellerin für Three Billboards Outside Ebbing, Missouri
- 2021: Auszeichnung als Beste Hauptdarstellerin für Nomadland

Primetime Emmy Award
- 1997: Nominierung als Nebendarstellerin in einer Miniserie oder einem Fernsehfilm für Hidden in America
- 2015: Auszeichnung für die Beste Miniserie (als Produzentin) für Olive Kitteridge
- 2015: Auszeichnung als Hauptdarstellerin in einer Miniserie oder einem Fernsehfilm für Olive Kitteridge

Screen Actors Guild Award
- 1997: Auszeichnung als Beste Hauptdarstellerin für Fargo
- 2001: Nominierung als Beste Nebendarstellerin für Almost Famous – Fast berühmt
- 2001: Nominierung als Bestes Schauspielensemble für Almost Famous – Fast berühmt
- 2006: Nominierung als Beste Nebendarstellerin für Kaltes Land
- 2015: Auszeichnung als Beste Darstellerin in einem Fernsehfilm oder Miniserie
- 2018: Auszeichnung als Beste Hauptdarstellerin für Three Billboards Outside Ebbing, Missouri
- 2018: Auszeichnung für das Beste Schauspielensemble für Three Billboards Outside Ebbing, Missouri
- 2021: Nominierung als Beste Hauptdarstellerin für Nomadland

Tony Award
- 1988: Nominierung als Beste Hauptdarstellerin für A Streetcar Named Desire
- 2011: Auszeichnung als Beste Hauptdarstellerin für Good People

London Critics Circle Film Awards
- 1997: Beste Schauspielerin für Fargo
- 2018: Beste Schauspielerin für Three Billboards Outside Ebbing, Missouri
- 2021: Beste Schauspielerin für Nomadland[2]

Chicago Film Critics Association
- 1988: Beste Nebendarstellerin für Mississippi Burning – Die Wurzel des Hasses
- 1996: Beste Hauptdarstellerin für Fargo
- 2000: Beste Nebendarstellerin für Almost Famous – Fast berühmt

Chlotrudis Awards
- 1997: Beste Schauspielerin für Fargo
- 2004: nominiert als beste Schauspielerin für Laurel Canyon

Kansas City Film Critics Circle Award
- 1988: Beste Nebendarstellerin für Mississippi Burning – Die Wurzel des Hasses

National Board of Review Award
- 1988: Beste Nebendarstellerin für Mississippi Burning – Die Wurzel des Hasses